# Rue Reynaldo-Hahn
La rue Reynaldo-Hahn est une voie du 20e arrondissement de Paris, en France.

## Situation et accès
La rue Reynaldo-Hahn est une voie située dans le 20e arrondissement de Paris. Elle débute au 109, rue de Lagny et se termine rue Paganini.

## Origine du nom

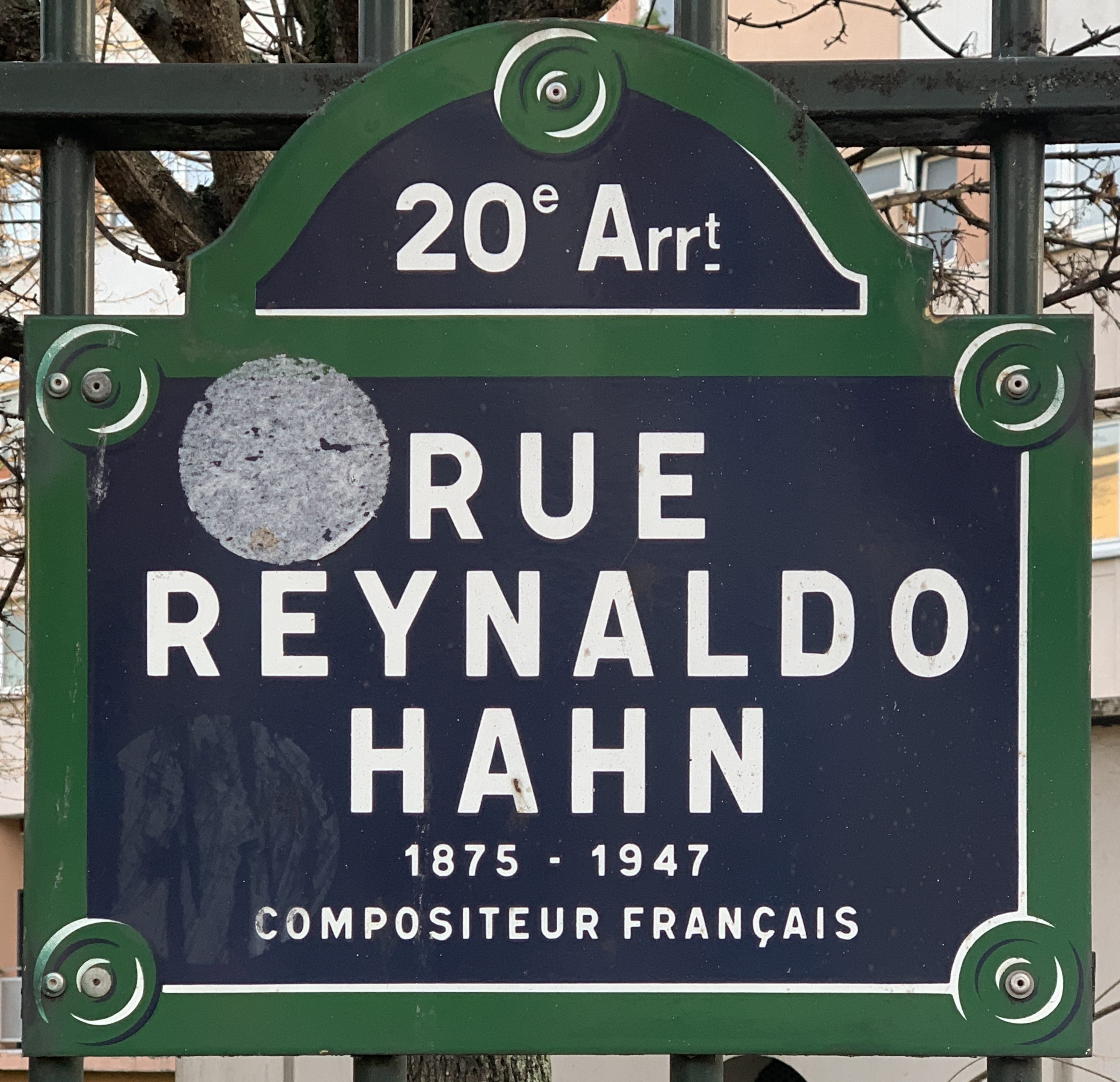
Plaque de la rue.

Cette voie porte le nom de Reynaldo Hahn (1874-1947), chef d'orchestre, critique musical et compositeur français d'origine vénézuélienne.

## Historique
Cette voie est ouverte sous sa dénomination actuelle par un arrêté du 21 mai 1956.